# Masacrul Pătrunjelului
Masacrul Pătrunjelului este numele sub care masacrul comandat de  președintele dominican Rafael Leónidas Trujillo asupra imigranților haitieni a intrat în istorie. În octombrie 1937, Trujillo a ordonat trupelor sale eliminarea fizică masivă a populației de origine haitiană care locuia pe teritoriul Republicii Dominicane, în special în fermele situate de-a lungul frontierei cu Haiti.
Nu există un consens cu privire la numărul victimelor, așa cum se va arăta în continuare. Declarațiile diplomaților și ale guvernul haitian, dau numere de la mai puțin de 600 la mai mult de douăsprezece mii. Faptul că, până în prezent, nu s-a găsit nicio groapă comună cu un număr mare de victime tinde să confirme poziția celor care au raportat un număr mai redus de victime.
În același timp, există relatări care susțin că printre victime au fost cetățeni dominicani, de origine haitiană. Cu toate acestea, este foarte dificilă determinarea locului de naștere al unei victime cu identitate necunoscută. Numele atribuit tragediei s-ar referi la faptul că, pentru a-i identifica pe civilii haitieni dintre dominicani, poliția lui Trujillo a cerut ca potențialele victime să rostească în limba spaniolă numele unei plante: pătrunjelul (el perejil [pere'hil]). În limba creolă, vorbită de haitieni, R este graseiat ( (în creola haitiană cuvântul pătrunjel este tradus ca "pési" din francezul "persil"); poliția Republicii Dominicane ar fi avut astfel o metodă aparent ușoară de discriminare și selectare a victimelor lor, în scopul de a-i asasina.

## Originea
Dictatorul Trujillo a încurajat antihaitianismul în Republica Dominicană, considerând că un număr mare de muncitori agricoli haitieni înseamnă pierderea de locuri de muncă pentru țăranii dominicanii și, în consecință, lipsa de popularitate a guvernului.
Teama de invazii ale exilaților dominicani dinspre Haiti, de asemenea, l-a determinat pe Trujillo să-și dorească o frontieră internațională în condiții de siguranță și în mod clar definită. În plus, exista presupunerea că masele din Republica Dominicană ar aproba orice act al guvernului de la Santo Domingo în detrimentul imigranților haitieni.
Deficitul de terenuri fertile și disponibile în Haiti a cauzat faptul că, de la sfârșitul secolului al XIX-lea, un număr mare de peoni (țărani) haitieni și familiile lor au migrat spre Republica Dominicană, unde era căutată mâna lor de lucru, într-un regim aproape de sclavie, ceea ce făcea ca munca lor să fie mult mai ieftină decât cea a zilierilor dominicani. Stabilirea a numeroși haitieni în teritoriul dominican a început să provoace îngrijorare în elitele din Republica Dominicană, nu numai pentru că crea o ambiguă și prost definită zonă de frontieră, ci și de teama că noii imigranți vor ajunge să domine economic în aceste regiuni aflate departe de Santo Domingo. Rasismul brutal al elitelor, răspândit până și în mase, a făcut din haitieni (aproape toți de rasă neagră) niște imigranți disprețuiți de către autoritățile dominicane, fiind de două ori  "indezirabili": pentru sărăcia lor și pentru rasa lor.

## Crimele împotriva haitienilor
Pe 2 octombrie 1937, Trujillo a mers la un bal în onoarea lui, în provincia Dajabón, și a emis aici câteva fraze puternic antihaitiene, acuzându-i pe imigranți de furt de vite și de recolte, pe lângă că le fura dominicanilor mijloacele de subzistență, anunțând totodată că "va rezolva problema".
Totuși, acțiunile letale împotriva haitienilor, întreprinse de trupele aflate sub conducerea lui Trujillo, au început înainte de acel discurs, pe 28 septembrie, și s-au încheiat pe 8 octombrie 1937.
După cum s-a menționat mai sus, estimările privind numărul victimelor variază foarte mult, de la sute la zeci de mii, după cum se poate observa în tabelul care apare mai jos.

## Consecințele
Știrile despre masacru au fost ascunse dominicanilor de către Trujillo, deși a afirmat că "a rezolvat" așa-numita "problemă haitiană". Chiar și guvernul din Haiti s-a abținut de la protest, întrucât în ambele masacre a fost afectat un segment al migranților foarte sărac și fără putere politică, astfel încât elita politică haitiană nu și-a arătat indignarea în nici un fel pentru ceea ce s-a întâmplat.
Chiar și așa, președintele din Haiti, Sténio Vincent, a făcut o plângere către Republica Dominicană, cerând plata a 750.000 de dolari cu titlu de despăgubire. Această cerere a fost susținută de către Guvernul Statelor Unite condus de către Franklin D. Roosevelt, dornic să evite conflicte de frontieră între cele două țări din Marea Caraibelor. Dictatorul Trujillo a reușit să reducă compensația la 525.000 de dolari; însă o mare parte din această compensație nu a ajuns niciodată la supraviețuitorii care au reușit să se întoarcă în Haiti, deoarece a fost furată de propria birocrație din Haiti.

## Rapoarte contradictorii privind numărul victimelor
Reputatul istoric dominican Bernardo Vega a pregătit un compendiu a mai multor rapoarte care se contrazic reciproc cu privire la numărul victimelor, variind de la 547 (cifra avansată de guvernul dictatorului Trujillo) la peste douăsprezece mii. Mai jos veți găsi aceste rapoarte într-o formă tabelară.
| Data          | Sursa                                                                  | Numărul         |
| ------------- | ---------------------------------------------------------------------- | --------------- |
| 11 Oct., 1937 | Consul al Statelor unite în Cabo-Haitiano                              | Aproape 1000    |
| 25 Oct., 1937 | Misiunea diplomatică din Haiti în Santo Domingo                        | Aproape 5000 de |
| 30 Oct., 1937 | Ministrul britanic în Port-au-Prince                                   | 5000            |
| 6 Nov., 1937  | Lista de nume întocmită de preotul din Ouanaminthe                     | 1093            |
| 6 Nov., 1937  | Notă diplomatică a guvernului haitian către cel dominican              | 2040            |
| 9 Nov., 1937  | Cancelarul haitian la Washington D. C.                                 | Cel puțin 3000  |
| 9 Nov., 1937  | Declarația publică a Secretarului de Stat al Statelor Unite            | Mai multe mii   |
| 10 Nov., 1937 | Cancelarul haitian către ministrul britanic în Port-au-Prince          | 4000 la 5000    |
| 13 Nov., 1937 | Cancelarul haitian la Washington D. C.                                 | Aproape 5000    |
| 25 Nov., 1937 | Președintele Haitian către un jurnalist                                | Cel puțin 8000  |
| 10 Dec., 1937 | Declarație oficială a guvernului haitian                               | Aproape 7000    |
| 12 Dec. 1937  | Episcop haitian într-o scrisoare publică                               | Aproape 3000    |
| 12 Dec., 1937 | Scrisoarea președintelui haitian către 3 președinți din America Latină | Mii             |
| 19 Dec., 1937 | Cancelarul haitian la Washington D. C.                                 | 12166           |
| 1 Jan., 1938  | Cancelarul Republicii Dominicane, Santo Domingo                        | 547             |
| Sep., 1938    | Misiunea diplomatică a Statelor Unite din Santo Domingo                | Aproape 5000    |